# Jindřich Trpišovský
Jindřich Trpišovský (* 27. února 1976 Praha) je český fotbalový trenér, který od prosince 2017 působí v týmu SK Slavia Praha.
Svou trenérskou kariéru začal ve druholigovém Žižkově, ze kterého po dvou úspěšných sezónách přešel do prvoligového Slovanu Liberec. S podještědským klubem se mu dvakrát podařilo postoupit do základní skupiny Evropské ligy a v prosinci 2017 se přesunul do pražské Slavie. S ní získal tři ligové tituly v řadě (2018/19, 2019/20, 2020/21), čtyřikrát získal také český pohár, dvakrát dokázal s týmem postoupit do čtvrtfinále Evropské ligy a jednou do čtvrtfinále Konferenční ligy. Jednou si se Slavií zahrál i v základní skupině Ligy mistrů.
V letech 2019, 2020, 2021 a 2023 byl zvolen nejlepším trenérem roku v České republice.

## Trenérská kariéra

### Začátky
S trenéřinou Trpišovský začínal u mládežnických týmů AC Sparta Praha a Bohemians 1905. Následovalo trénování dorostu v Xaverově, kde zároveň působil jako asistent A-týmu ve druhé lize.
V roce 2011 se stal hlavním trenérem v Horních Měcholupech, se kterými si zahrál divizi.

### Viktoria Žižkov
Poté působil jako asistent trenéra ve Viktorii Žižkov, kde pracoval v týmu Martina Pulpita, Romana Nádvorníka a v létě 2013 nahradil na lavičce pražského týmu Itala Favarina. U týmu působil Trpišovský jako hlavní trenér v letech 2013–2015. V sezoně 2014/15 dovedl Viktorii ve druhé lize i přes ekonomické problémy v klubu ke konečnému 4. místu.

### Slovan Liberec
V červnu 2015 převzal v první lize místo hlavního trenéra v FC Slovan Liberec, kde u týmu nahradil Davida Vavrušku. Šlo o jeho první prvoligové angažmá, vyhlédl si jej sportovní ředitel Jan Nezmar. Asistenty se mu stali Zdeněk Houštecký a Jaroslav Köstl, koučem brankářů Štěpán Kolář, tedy lidé, kteří s ním spolupracovali již dříve. Z Viktorie Žižkov si přivedl jako posily i fotbalisty Zdeňka Folprechta, Lukáše Bartošáka a Davida Hovorku (hostoval ze Sparty Praha). Jeho velkým úspěchem byl postup s klubem do základní skupiny Evropské ligy 2015/16 poté, co Liberec vyřadil izraelský Hapoel Kirjat Šmona a chorvatský Hajduk Split. V srpnu a listopadu 2015 byl zvolen nejlepším trenérem měsíce české nejvyšší soutěže. I přes senzační výhru 1:0 na hřišti Olympique Marseille se nakonec umístil na nepostupovém 3. místě za francouzským klubem a portugalskou Bragou. Po konci své první sezóny v Liberci se i přes nabídku Viktorie Plzeň rozhodl v Liberci pokračovat.
Na začátku sezóny 2016/17 se Liberci opět podařilo postoupit do základní skupiny Evropské ligy, když si v předkolech poradili s rakouskou Admirou a kyperskou Larnakou. Na podzim 2016 byl Trpišovský blízko přesunu do pražské Sparty, nakonec ale k dohodě nedošlo. V Evropské lize Slovan Liberec nedokázal postoupit ze základní skupiny, a tak se na jaro soustředil už jen na domácí soutěž. V květnu 2017 byl Trpišovský zvolen nejlepším trenérem měsíce. Liberec zakončil sezónu na 9. příčce v lize a nekvalifikoval se tak do dalšího ročníku evropských pohárů.
V listopadu 2017 se Trpišovský stal opět trenérem měsíce. Po podzimní části sezóny patřila Liberci čtvrtá příčka a trenér Trpišovský byl opět spojován s odchodem do většího klubu.

### Slavia Praha
V prosinci 2017 převzal po odvolaném Jaroslavu Šilhavém A-tým SK Slavia Praha. Ve své první sezóně Slavii dovedl k vítězství v domácím poháru, v lize ke druhému místu za vítěznou Plzní.
Slavia si tak vybojovala v účast v třetím předkole Ligy mistrů 2018/19, kde vypadla s Dynamem Kyjev a hrála základní skupinu Evropské ligy. Z ní coby druhý tým postoupila ze skupiny do jarních vyřazovacích bojů. Ve vyřazovací části Evropské ligy si Slavia nejdříve poradila s belgickým Genkem, poté v prodloužení porazila favorizovaný tým FC Sevilla a její cesta se zastavila až ve čtvrtfinále, kde ji vyřadil britský tým Chelsea FC. V ligové sezóně 2018/19 nakonec Slavia získala mistrovský titul. Vyhrála také domácí pohár, čímž poprvé od roku 1942 získala tzv. double. Následně poprvé ve své historii vyhrála i česko-slovenský Superpohár.
Ve 4. předkole Ligy mistrů 2019/20 Slavia vyřadila rumunský celek CFR Kluž, a po dvanácti letech tak postoupila do základní skupiny Ligy mistrů. Los jim přiřadil týmy FC Barcelona, Borussia Dortmund a Inter Milán. Slavia se se ziskem 2 bodů umístila na nepostupovém 4. místě. V domácí lize obhájila titul a zajistila si postup do 4. předkola Ligy mistrů. Trpišovský se v březnu 2020 stal nejlepším českým trenérem uplynulého roku. V srpnu 2020 Trpišovský prodloužil smlouvu se Slavií do roku 2023 s následnou oboustrannou opcí na dva roky.
V sezoně 2020/21 ve 4. předkole Ligy mistrů Slavia vypadla s Midtjyllandem (doma 0:0, venku 4:1) a hrála základní skupinu Evropské ligy. Los jim přiřadil Bayer 04 Leverkusen, Hapoel Beer Sheva a francouzský tým OGC Nice. Slavia se umístila na 2. místě se ziskem 12 bodů. V šestnáctifinále si poradila s Leicestrem City a v osmifinále s Rangers. Ve čtvrtfinále Slavia vypadla po dvojzápase s londýnským Arsenalem. Venku slávisté remizovali 1:1, ale doma prohráli 0:4 a byli vyřazeni. Trpišovský se v lednu 2021 dokázal po odtrénování pouhých 99 zápasů dostat na druhé místo klubové trenérské tabulky v počtu vítězství v nejvyšší soutěži. Kouč si v Karviné připsal 73. ligovou výhru na lavičce Pražanů a překonal Františka Cipra. V domácí lize čtyři kola před koncem oslavili mistrovský titul, třetí v řadě. V květnu 2021 pak Trpišovský potřetí v řadě získal ocenění pro nejlepšího trenéra sezóny.
I v ročníku 2021/22 hrála Slavia pod Trpišovského vedením kvalifikaci o Ligu mistrů. Nestačili ale na maďarský Ferencváros. V kvalifikaci o Evropskou ligu se jim zase nezadařilo proti Legii Varšava, postoupili ale do základní skupiny nové Evropské konferenční ligy. Tam se jim podařilo postoupit ze skupiny, kde bojovali s Feyenoordem, Unionem Berlín a Maccabi Haifou, následně Sešívaní přešli přes Fenerbahçe a LASK Linz až do čtvrtfinále, kde nestačili ve vyrovnaném utkání na nizozemský Feyenoord, který nakonec postoupil až do finále. V lize slávisté skončili na druhém místě.
Na začátku sezóny 2022/23 se Slavii podařilo postoupit přes tři soupeře v předkolech až do základní skupiny Konferenční ligy. Z hratelné skupiny ale Slavia překvapivě nepostoupila a poprvé od sezóny 2019/20 se jí netýkala jarní vyřazovací část evropských pohárů. V dubnu 2023 prodloužil Trpišovský svou smlouvu se Slavií o další tři roky do léta 2026. V domácí soutěži skončila Slavia na konečné druhé příčce za mistrovskou Spartou, kterou ale porazila ve finále MOL Cupu.
V létě 2023 navázala Slavia na úspěchy z minulých let a opět se jí podařilo úspěšně zvládnout postoupit před předkola evropských pohárů do základní skupiny, tentokráte se přes dva ukrajinské kluby kvalifikovala do Evropské ligy. V základní skupině skončila na 1. příčce před italským AS Řím a postoupila přímo do osmifinále soutěže.

## Úspěchy

### Trenérské

#### Slovan Liberec
- postup do základní skupiny Evropské ligy 2015/16, 2016/17

#### Slavia Praha
- 4× vítěz 1. české fotbalové ligy: 2018/19, 2019/20, 2020/21, 2024/2025
- 4× vítěz Poháru FAČR: 2017/18, 2018/19, 2020/21, 2022/23
- 2x postup do čtvrtfinále Evropské ligy 2018/19, 2020/21
- postup do čtvrtfinále Konferenční ligy 2021/22
- postup do základní skupiny Ligy mistrů 2019/20
- Česko-slovenský Superpohár 2019

### Individuální
- 16× trenér měsíce ligy: 8/2015, 10/2015, 4/2017, 10/2017, 7/2018, 10/2018, 8/2019, 9/2019, 6/2020, 1/2021, 3/2021, 11/2021, 8/2024, 9/2024, 2/2025, 4/2025
- Trenér roku 2019, 2020, 2021, 2023

## Soukromý život
Je také členem týmu Real TOP Praha, v jehož dresu se zúčastňuje charitativních zápasů a akcí.